# Laphria definita
Laphria definita là một loài ruồi trong họ Asilidae. Laphria definita được Wulp miêu tả năm 1872. Loài này phân bố ở miền Australasia.